# Ben Nighthorse Campbell
Ben Nighthorse Campbell (Auburn, Califòrnia, 1933), fill de xeiene i portuguesa, es graduà en educació física i lluità a la Guerra de Corea (1951-1953). Ranxer i dissenyador de joies, i membre de l'equip olímpic de judo dels EUA als Jocs Olímpics d'Estiu de 1964, el 1982 fou escollit com a representant al Congrés de Colorado, càrrec que deixà el 1992 en ser escollit membre del Congrés dels Estats Units el 1987-1992, i senador per Colorado als EUA, el primer indi que ocupà el càrrec des del 1922. El 1998 fou reescollit en el càrrec.